# Acantharchus pomotis
Acantharchus pomotis, conhecido em inglês como mud sunfish ou mud fish, é um sunfish (família Centrarchidae) que está amplamente distribuído por habitats de água doce ao longo da costa atlântica da América do Norte, dos estados de Nova York a Flórida.
O Acantharchus pomotis prefere águas paradas e ricas em vegetação aquática, com temperaturas entre 10°C e 22°C, com fundos lodosos e ricos em detritos, e pode ser encontrado em pequenos lagos e rios. O tamanho máximo registrado para esta espécie foi de 21 centímetros.
O Acantharchus pomotis é a única espécie do gênero Acantharchus, mas ele foi originalmente inserido no gênero Centrarchus. O nome genérico Acantharchus é derivado do grego άκανθα  (espinho) e  άρχος (régua). O Acantharchus pomotis é também conhecido como mud bass.